# Улица Ленина (Опочка)
Улица Ленина — центральная улица города Опочки, Псковская область. Проходит от реки Великой до автомобильной дороги Р-23. Более 20 зданий на улице включены в список недвижимых памятников истории и культуры.

## Название
В XIX веке называлась Великолуцкой или Большой. В 1920-х годах, после смерти В. И. Ленина, улица была переименована в Ленинскую, позднее стала называться улицей Ленина.

## История

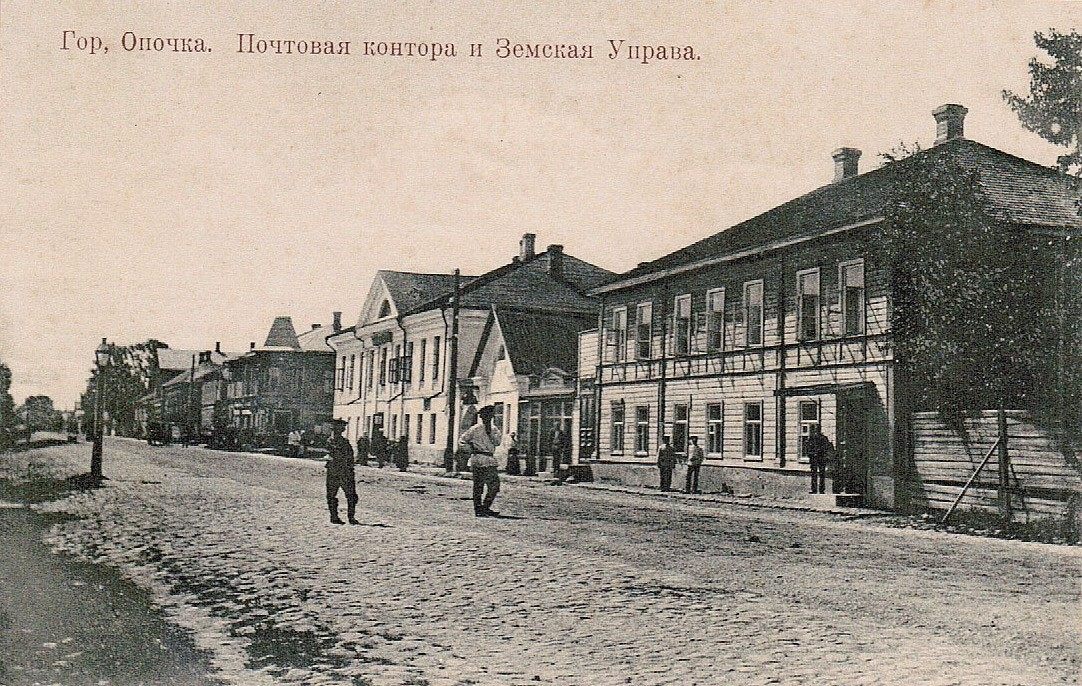
Великолуцкая улица, здания Почтовой конторы и Земской управы. Фото 1900-х гг.

До 1830-х годов улица (как и все остальные в городе) была немощёная. В «Дневнике» опочецкого мещанина Ивана Игнатьевича Лапина, жившего, предположительно, на углу улиц Новоржевской и Большой, есть упоминание о посещении Александром I Опочки в 1822 году: «ехал через Новоржев по нашей улице, где было усыпано жёлтым песком». Улица была застроена преимущественно деревянными домами, при этом из 5 первых каменных жилых домов Опочки 3 построены на Великолуцкой улице. 
Уже в XIX веке являлась главной улицей города, так как по ней проходило шоссе, соединяющее Псков, Остров и Опочку с одной стороны с Санкт-Петербургом, а с другой — с Киевом.
К 1910-м годам на ней были сосредоточены торговые заведения города, располагались многие городские учреждения: земская управа, уездный съезд, уездное воинское присутствие. В доме № 15 на углу с Новоржевской улицей (современная Коммунальная улица) действовала автомобильная станция и меблированные комнаты для приезжающих Станкевич. В 1913 году на углу с Кожевенной улицей (современная улица 9 Января) построено здание ремесленного училища.
На углу с Никольской улицей (современная улица Пушкина) располагалась каменная Никольская церковь, построенная в 1807 году взамен деревянной. В 1928 году закрыта, снесена в 1930-х годах. После войны на сохранившихся фундаментах церкви был построен новый корпус Педагогического училища.
4 июля 1941 года почти все дома улицы были сожжены отступавшими советскими войсками.

## Достопримечательности
- Дом 20 — Дом Я. М. Порозова (Белая гимназия)
- Дом 21 — Здание бывшей гостиницы
- Дом 22 — Льносклад Я. М. Порозова
- Дом 23 — Дом С. М. Викулина
- Дом 27 — Дом Вереятова
- Дом 28 — Здание бывшей земской аптеки
- Дом 29 — Дом Вареятова
- Дом 30 — Жилой дом, XIX в.
- Дом 41 — Льносклад, XIX в.
- Дом 46 — Дом Кудрявцевых
- Дом 59 — Дом С. А. Порозова
- Дом 60 — Дом И. И. Игнатовича
- Дом 61 — Здание бывшей гостиницы Соловьёва
- Дом 62 — Жилой дом
- Дом 64 — Здание бывшего технического училища
- Дом 66/33 — Уездное воинское присутствие
- Дом 67 — Дом купца Селюгина
- Дом 69 — Дом Ф. С. Селюгина
- Дом 70а — Жилой дом, XIX в.
- Дом 71 — Дом Кудрявцевых
- Дом 77/31 — Дом А. И. Почепцова
- Дом 79а — Пекарня, XIX в.